# Miguel Gutiérrez
Miguel Francisco Gutiérrez Correa (Piura, 24 de julio de 1940 - Lima, 13 de julio de 2016) fue un escritor y profesor universitario peruano, considerado uno de los autores más notables de su generación, especialmente por La violencia del tiempo (1991), elegida en varias ocasiones como una de las novelas más importantes de la narrativa contemporánea de su país. También destacó como ensayista, con libros como La generación del 50: un mundo dividido (1988), Celebración de la novela (1996), Faulkner en la novela latinoamericana (1999) o La invención novelesca (2009).   

## Biografía

### Primeros años y formación
Nació en Piura el 24 de julio de 1940, si bien algunas fuentes datan la fecha tres días después. Pasó sus primeros diez años en un barrio pobre de la ciudad, hasta que la situación de la familia mejoró y se trasladaron a un barrio de clase media, experiencias que según Gutiérrez lo marcaron profundamente, al advertir desde temprana edad las grandes diferencias sociales que existían, incluso con connotaciones racistas. El escritor evocó su infancia como una época poco feliz, marcada por un carácter solitario e introvertido y por la figura autoritaria de su abuelo. Por otra parte, y pese a las estrecheces económicas, su padre tenía el gusto por la lectura; llegó a tener una nutrida biblioteca de enciclopedias y autores clásicos, que sin embargo debió vender por problemas de dinero.
A los trece años tuvo su primer acercamiento formal a la literatura, cuando leyó Crimen y castigo de Fiódor Dostoievski en la Biblioteca Municipal, por recomendación de una tía materna; casi al mismo tiempo, su padre le regaló Los perros hambrientos de Ciro Alegría, con quien descubrió el realismo social. La lectura de ambos autores (especialmente Dostoievski, de quien leyó sus obras completas) fue determinante en la vocación literaria de Gutiérrez, que por entonces alternaba la lectura con una vida social más activa, en compañía de un grupo de amigos que hizo en la adolescencia, mientras estudiaba en el Colegio Don Bosco de Piura, experiencias que recreó más tarde en su novela El viejo saurio se retira. Durante su estadía en el Colegio escribió para la revista del mismo su primer artículo, dedicado al Inca Garcilaso, pero la edición fue censurada por los sacerdotes.
En 1957 Gutiérrez se instaló en Lima, inscribiéndose en la Universidad Católica para estudiar Derecho por pedido de sus padres, pero en 1959 se cambió a la Universidad de San Marcos, donde cursó las carreras de Literatura y Sociología. Tras abandonar la segunda, obtuvo su título en 1964 con su tesis Estructura e ideología en Todas las sangres.

### Comienzos de su carrera literaria. Grupo Narración
En San Marcos, Gutiérrez hizo sus primeros contactos con otros escritores. Aunque ya escribía ficción, todavía no se sentía seguro de sus capacidades, por lo que decidió enviar tres cuentos a tres autores, «un narrador, un poeta y un crítico»: José María Arguedas, Wáshington Delgado y Armando Zubizarreta. Los dos primeros elogiaron los textos, e incluso uno de ellos, “Perla”, fue publicado en la revista Letras peruanas por intermedio de Delgado, a partir de lo cual Gutiérrez entabló amistad con ambos, pasando horas conversando en el bar El Palermo, emblemático establecimiento ubicado en La Colmena, que durante años sirvió de punto de reunión a escritores, periodistas y profesores. En una ocasión también tuvo un encuentro con Martín Adán, quien también frecuentaba el lugar. A partir de 1963 inició su carrera docente, primero como maestro en escuelas de provincias y desde 1968 como profesor universitario en la Universidad Nacional de Ingeniería, San Marcos, Huamanga y San Luis Gonzaga.
En 1965 Gutíérrez fundó junto con Oswaldo Reynoso y Eleodoro Vargas Vicuña el Grupo Narración, con la idea de editar una revista literaria que pretendía ser al mismo tiempo un espacio de difusión de la nueva narrativa y un espacio de discusión crítica y política desde una perspectiva marxista. En la organización del proyecto también tuvo un rol fundamental Vilma Aguilar, una profesora, escritora y cantante con quien contrajo matrimonio un año antes y con quien tuvo a su hijo Dimitri, criado junto a Carlos Ayala, el hijo mayor de Vilma a quien el escritor adoptó como propio. La revista sacó su primer número en noviembre de 1966, y si bien nunca mantuvo a un elenco estable de integrantes fuera del grupo fundador, en su breve trayectoria reunió a autores como José Watanabe, Augusto Higa, Antonio Gálvez Ronceros, Juan Morillo, Eduardo González Viaña, Gregorio Martínez Navarro, Roberto Reyes Tarazona, Hildebrando Pérez Huarancca, Ana María Mur y Rosa Carbonel. Gutiérrez ocupó diversos roles, primero como director de la sección de reseñas, de las que publicó una dedicada a La casa verde de Mario Vargas Llosa y otra de Un mundo para Julius de Alfredo Bryce Echenique, pero principalmente como cronista, escribiendo reportajes sobre luchas campesinas que exhibían un compromiso con las causas populares.
En este contexto Gutiérrez escribió su primera novela, El viejo saurio se retira, basada en sus recuerdos de adolescencia y publicada en 1969. Los protagonistas son cuatro estudiantes del Colegio Salesiano de Piura que se reúnen en un bar después de escuchar un sermón dedicado a un compañero fallecido. La conversación, que constituye el epicentro de la novela, abarca temas como el sexo, las historias familiares, el recuerdo del amigo ausente y sobre todo, la crítica al ambiente clerical y represivo del Colegio. Pese al apoyo de Wáshington Delgado, el grueso de la crítica literaria le dedicó comentarios negativos. Durante esa época Gutiérrez también profundizó su formación política, leyendo tanto a teóricos marxistas como a novelistas soviéticos, a causa de lo cual no volvió a publicar otro libro durante los siguientes diecinueve años, si bien nunca dejó de escribir; incluso hay registros de una novela abandonada, Matavilela, de la cual publicó un adelanto en el primer número de Narración. Según explicó después, «quería adecuar mi pensamiento político con mi pensamiento literario, pero no podía rematar bien mis historias».
Después de casi cinco años, en julio de 1971 se publicó el segundo número de Narración, dirigido por Gutiérrez y con una selección de textos de José Carlos Mariátegui. Esta edición exhibió una mayor radicalización de las posturas políticas del grupo, expresada en la crítica al gobierno de Juan Velasco Alvarado, contrastando con otros escritores e intelectuales izquierdistas que adhirieron al régimen por sus políticas nacionalistas y distribucionistas. La radicalización fue aun más lejos en el tercer número, aparecido en julio de 1974, en el que se debatía el fracaso de la "vía pacífica al socialismo" y la necesidad de la lucha armada contra «la burocracia y el Ejército». Sin embargo, los proyectos personales de sus integrantes llevaron a una nueva disolución del Grupo en 1976.
En septiembre de ese año Gutiérrez viajó con su familia a China, donde permaneció hasta 1979, contratado como corrector de estilo de la revista China reconstruye (actual China hoy) de la agencia Xinhua, para la que también trabajó Oswaldo Reynoso entre 1977 y 1989. Su llegada coincidió con el inicio de las reformas políticas y económicas impulsadas por Deng Xiaoping, con las que se abandonó el maoísmo en favor de un socialismo de mercado, experiencia que tuvo un profundo impacto en ambos escritores y que recrearon en dos novelas varios años después: Babel, el paraíso de Gutiérrez y Los eunucos inmortales de Reynoso. De regreso en el país, Gutiérrez retomó su actividad docente como profesor en La Cantuta.

### Los años del conflicto armado
Tras el desencanto con la experiencia china, Gutiérrez y su esposa ensayaron una nueva reunión del Grupo Narración, si bien ya con importantes ausencias y deserciones, debido a que muchos exintegrantes se encontraban residiendo en el extranjero o abocados a sus propias carreras. Esta tercera etapa no retomó la publicación de la revista, sino que creó el sello Ediciones Narración, el cual llegó a publicar dos crónicas y dos libros de relatos entre 1979 y 1981; sin embargo, una vez más el fracaso comercial y los proyectos personales de algunos integrantes llevaron a la descontinuación del proyecto. El otro factor determinante fue la aparición de Sendero Luminoso, grupo armado de orientación maoísta que marcaría la historia del Perú en los doce años siguientes. La exacerbación de las tensiones sociales y el inicio de una experiencia armada mucho más radicalizada que las anteriores exigían otras formas de intervención, por lo que se planteó el dilema de elegir entre profundizar el compromiso desde lo literario o privilegiar la acción política incorporándose a la lucha armada. Considerando cumplidos sus objetivos, el Grupo decidió disolverse y dejar que cada integrante adopte la alternativa que mejor se ajuste a sus propias convicciones. Mientras que la mayoría de los miembros o exmiembros optaron por la primera, Hildebrando Pérez Huarancca y Vilma Aguilar escogieron la segunda.
Gutiérrez, por su parte, si bien en un principio se interesó en la figura de Abimael Guzmán, líder de Sendero, se alejó en desacuerdo con algunas ideas y formas, en especial el culto a la personalidad que empezó a imponer a los militantes, culto que más tarde formalizaría en el «Pensamiento Gonzalo», una doctrina política propia que Guzmán estableció como línea ideológica de la organización. Pese a no involucrarse directamente en el conflicto, la tragedia lo alcanzó el 18 de junio de 1986, cuando su hijastro Carlos Ayala, quien se había sumado a su madre como militante senderista, fue asesinado en la masacre de El Frontón, un motín carcelario organizado por un grupo de senderistas detenidos que terminó en un enfrentamiento con la Marina de Guerra donde varios de ellos fueron torturados y ejecutados extrajudicialmente.
En 1988 publicó su primer libro en casi veinte años, Hombres de caminos, novela centrada en el bandolerismo rural de principios de siglo en Piura, y donde aparece por primera vez la familia Villar. La obra tuvo una mejor recepción que su antecesora (se la considera su primera obra madura), con la crítica ponderando su manejo de las distintas técnicas y recursos narrativos desplegados, si bien algunos le reprocharon una excesiva influencia de William Faulkner y un supuesto descuido en el lenguaje. Sin embargo, los buenos comentarios que recibió la novela fueron opacados por la polémica que generó su siguiente libro, el ensayo La generación del 50: un mundo dividido, donde hace un análisis literario y político (este último desde una perspectiva marxista-leninista) de dicha generación. Aparecida en un momento especialmente crítico del conflicto interno, la obra provocó una ola de reacciones y cuestionamientos, en parte por las críticas que dispensa a los autores analizados (a Ribeyro, por ejemplo, le cuestiona haber aceptado una condecoración del presidente Alan García), pero sobre todo por el uso de un lenguaje combativo y exaltatorio de la “guerra popular”, así como la inclusión de Abimael Guzmán, a quien Gutiérrez le confiere la categoría de intelectual, encuadrándolo en lo que llama «intelectual de partido», es decir, un intelectual cuya producción se realiza en el marco de una militancia orgánica partidaria. Con el tiempo, sin embargo, ha sido revalorado, y en la actualidad se lo considera un valioso estudio de esa generación. Ese mismo año solicitó su retiro anticipado como profesor en La Cantuta para dedicarse completamente a escribir.

### La consagración
Después de nueve años de trabajo, en octubre de 1991 Gutiérrez publicó la que se considera su obra maestra, La violencia del tiempo, su monumental novela de más de mil páginas, en la que narra la búsqueda del joven estudiante y escritor Martín Villar por reconstruir sus orígenes familiares a partir del descubrimiento de su condición de mestizo, argumento que le sirve para recorrer la historia del Perú desde la Independencia hasta mediados del siglo XX, pasando por acontecimientos históricos internacionales como la Comuna de París, la Semana Trágica de Barcelona o la construcción del Canal de Panamá. Aunque la crítica la califica habitualmente como novela total, el escritor prefería denominarla «novela summa», ya que se trata de una novela conformada por otras novelas más pequeñas.
Por su extensión, las primeras ediciones se publicaron en tomos (en tres la primera y en dos la segunda), con subdivisiones puestas por el editor y con un pasaje censurado por el contexto político que se vivía; recién en 2010 la novela fue editada en un solo volumen, reponiendo el fragmento censurado y sin subdivisiones. Pese a estos inconvenientes, y de la nuevamente fría recepción de la crítica (con algunas excepciones como las de Ricardo González Vigil y Ricardo Virhuez), la novela agotó ambas ediciones, convirtiéndose en una obra de culto entre los lectores, lo que con el tiempo hizo que empezara a ser reconocida por la crítica especializada, hasta ser considerada una de las cumbres de la literatura peruana y latinoamericana. En encuestas hechas a escritores, fue elegida como una de las diez mejores novelas peruanas de todos los tiempos (1995), la segunda mejor novela de la década (1999), la segunda mejor novela del período  1990 - 2010 (2014) y la quinta novela más emblemática de los últimos setenta años (2023). Apenas unos meses después, Gutiérrez sufrió otro duro golpe con la muerte de su esposa, Vilma Aguilar, asesinada el 7 de mayo de 1992 durante un enfrentamiento entre fuerzas policiales y militares y senderistas amotinados en el penal Castro Castro de Canto Grande, en circunstancias similares a las de su hijo Carlos. La noticia afectó profundamente al escritor, quien desde entonces acentuó su carácter introvertido, refugiándose en la escritura.
La publicación de La violencia... marcó el inicio de la etapa más prolífica del autor, quien publicó prácticamente un libro por año a lo largo de la década, en los que prolongó la vocación experimental exhibida en esta obra: así, en 1992 apareció La destrucción del reino, novela formada por relatos cortos y escrita a partir de una serie de fotografías del paisaje rural piurano tomadas por su amigo, el fotógrafo Julio Olavarría; en 1993 Babel, el paraíso, de tono y ambiente más kafkianos y basada en su experiencia en China; y en 1995 Poderes secretos, una fusión entre novela y ensayo en torno a la figura del Inca Garcilaso. Un año más tarde volvió al ensayo con Celebración de la novela; a diferencia de La generación del 50, se trata de una obra puramente literaria, en la que recoge ensayos dedicados a repasar la trayectoria de la novela contemporánea y estudiar a algunos escritores de interés para el autor, así como tres textos de tipo testimonial autobiográfico de su vida de lector. Por último, en 1999 publicó una colección de cinco ensayos en los que analiza la obra de Franz Kafka, William Faulkner, Jorge Luis Borges y Julio Ramón Ribeyro, además de la presencia de la cultura andina en la novela peruana de ese momento.
En 1997 inició una relación con Mendis Inocente Flores, su segunda esposa y quien lo acompañó hasta sus últimos días.

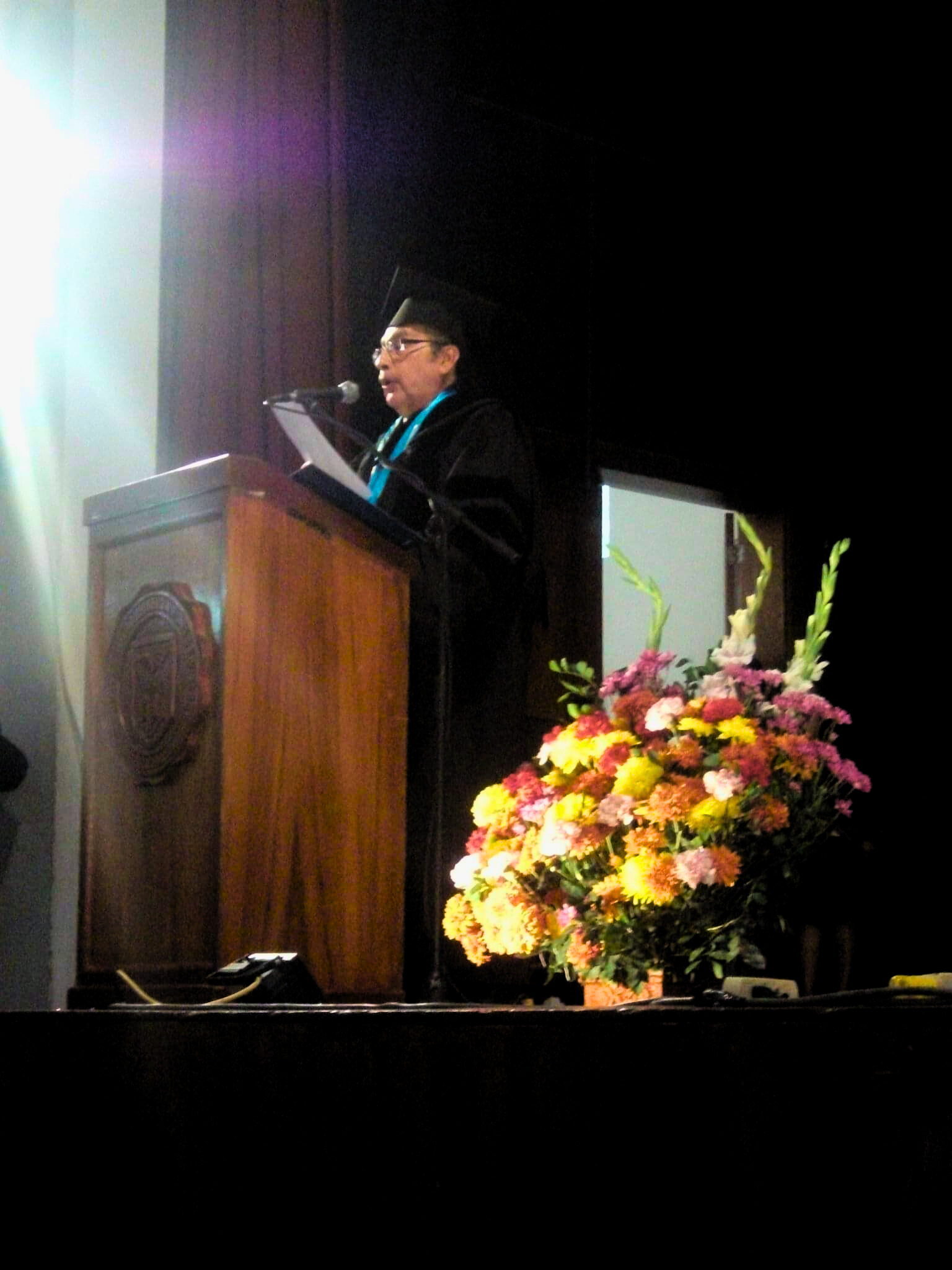
El escritor Miguel Gutierrez en la ceremonia de entrega del doctorado honoris causa que le otorgó la Universidad Nacional de Piura, en el 2015.

### Últimos años
Con El mundo sin Xóchitl (2001) Gutiérrez dejó la experimentación formal de la década anterior, volviendo a un tipo de novela más clásica. La obra, centrada en la relación entre una pareja de hermanos pertenecientes a una familia de la aristocracia piurana, escandalizó a algunos al momento de su aparición por su temática incestuosa, a pesar de lo cual fue bien recibida por la crítica y los lectores, llegando a ser su novela más exitosa después de La violencia del tiempo. A esta obra le siguieron dos ensayos, La novela en dos textos (2002), donde vuelve a exponer sus experiencias e ideas sobre el género, y Vallejo, narrador (2004), análisis de la narrativa del autor de Trilce.
En 2005 se vio envuelto en una violenta polémica, a raíz de un artículo escrito a propósito de un encuentro de escritores peruanos celebrado en Madrid, en el que Gutiérrez denunciaba a la "argolla" literaria que maneja la industria cultural y la mayoría de los espacios de difusión. El artículo generó una ola de réplicas y ataques al escritor, volviendo a enrrostrarle su ensayo La generación del 50 y acusándolo de senderista, al mismo tiempo que la polémica derivó en un debate sobre la literatura andina y la literatura criolla, y al que Gutiérrez se refirió posteriormente como un malentendido generado por la prensa.
Tras la publicación de su tesis de licenciatura, Gutiérrez reunió y reorganizó su ensayística dispersa en una segunda serie de tres volúmenes: El pacto con el Diablo (2007), que recoge los textos de carácter más literario y aquellos dedicados a los autores que lo influyeron; La invención novelesca (2009), versión reelaborada de sus libros Celebración de la novela y La novela en dos textos, en donde reúne sus reflexiones sobre el oficio literario; y La cabeza y los pies de la dialéctica (2011), que reúne artículos y estudios sobre los vínculos entre ideología y literatura.
Volvió a la novela de tema histórico-social en 2009 con Confesiones de Tamara Fiol, de la que ya había publicado un adelanto en la antología Cinco historias de mujeres y una sobre Tamara Fiol (2006). Protagonizada por una militante política feminista, esta novela iba a ser la primera entrega de una trilogía que Gutiérrez no llegó a terminar, en la que planeaba abordar los años de la guerra interna. A ella le siguieron Una pasión latina (2011), con la que incursiona en la novela negra, basada en la crónica de un crimen real, y su última novela, Kymper (2014), sobre un fugitivo buscado por Sendero Luminoso, el Comando Rodrigo Franco y su esposa. En 2013 fue nombrado doctor Honoris Causa por la Universidad Ricardo Palma, ocasión en la que pronunció su conferencia La novela y la vida. Finalmente, en 2015 apareció su última publicación, la antología Las aventuras del señor Bauman de Metz y otras historias, y recibió un segundo doctorado honoris causa, esta vez por la Universidad Nacional de Piura.
En sus últimos años Gutiérrez comenzó a padecer problemas de salud (a comienzos de 2008 fue hospitalizado por una taquicardia relacionada con su hipertensión),  
a pesar de lo cual no interrumpió su infatigable ritmo de trabajo: además de escribir y participar en conferencias y presentaciones, seguía con atención a los nuevos autores que aparecían (tanto nacionales como extranjeros) y recibía a jóvenes escritores que se le acercaban a llevarle sus textos. En ese sentido, uno de sus más significativos gestos fue un proyecto para crear una residencia de escritores, en la que también dictaría talleres y se encontraría con sus lectores.
Sorpresivamente, faltándole dos semanas para cumplir setenta y seis años, Miguel Gutiérrez falleció de un infarto el 13 de julio de 2016. Entre los proyectos que dejó pendientes al momento de su muerte estaban la novela con la cual cerraría la trilogía de Tamara Fiol y Kymper, Cartas de Deyanira Urribarri, que quedó inconclusa, y la edición definitiva de sus ensayos reunidos en tres tomos, bajo el título Celebración de la novela, cuyo primer volumen fue editado póstumo en 2017. Sus restos fueron velados en la Casona de San Marcos durante dos días, luego de lo cual fueron cremados y depositados en el cementerio Jardines de la Paz de Lurín. En su nicho puede leerse el epitafio «Aquí yace Martín Villar».

## Temas y estilo
Si Arguedas es la expresión culminante de la tendencia indigenista y de la transculturación andina del lenguaje novelístico (hasta llegar a rivalizar en experimentación narrativa con el Boom hispanoamericano de los años 60, en Todas las sangres y, sobre todo, El zorro de arriba y el zorro de abajo) y Vargas Llosa la madurez plena en el Perú de la tendencia urbana y cosmopolita, junto con el virtuosismo en el uso de la técnicas narrativas “modernas”, irguiéndose como voz capital del mencionado Boom (con una capacidad única para reinventarse y dialogar con los cambios introducidos por el Posboom); Gutiérrez encarna la asimilación crítica de los aportes del Boom en síntesis compleja con la narrativa anterior al Boom y la exploración de nuevos caminos (...) que tipifica al Posboom, marco en el cual Gutiérrez no resulta menos ambicioso y múltiple que el consagrado chileno Roberto Bolaño.
Ricardo González Vigil.

Tres son las tradiciones literarias desde las cuales podemos definir la obra de Gutiérrez: en primer lugar, la gran novela europea del siglo XIX, especialmente Honoré de Balzac, Fiódor Dostoievski y León Tolstoi; en segundo lugar, el modernismo de James Joyce, Marcel Proust y William Faulkner, que renovó las formas de la novela clásica; y finalmente, la tradición del realismo social en la novela latinoamericana, descubierto a partir de Los perros hambrientos de Ciro Alegría. Como otros autores de la Generación del 60, Gutiérrez definía su obra como literatura comprometida, compromiso que puede verse en novelas como Hombres de caminos, La violencia del tiempo, La destrucción del reino o Confesiones de Tamara Fiol, en las que despliega  frescos sociales e históricos centrados en las luchas populares campesinas. Sin embargo, también podemos hablar de una segunda vertiente en su narrativa, representada por novelas como Babel, el paraíso, El mundo sin Xóchitl o Una pasión latina, en donde los conflictos se dan en una dimensión más individual que colectiva y tienen menos que ver con luchas políticas que con la búsqueda o la pérdida de la felicidad de sus protagonistas. Sus novelas más emblemáticas se caracterizan por su ambientación verista, su retórica heroica y la experimentación formal; esta última puede encontrarse sobre todo en La violencia del tiempo, donde aúna técnicas narrativas que van desde la novela decimonónica hasta el modernismo joyceano y el gótico sureño faulkneriano, y que algunos han enmarcado dentro del realismo épico.
Uno de los aspectos más criticados y discutidos en torno a la figura de Miguel Gutiérrez ha sido su filiación marxista, que durante mucho tiempo fue usada como argumento para descalificar su obra, cuando no directamente ignorarla, y sobre el que el mismo autor se pronunció en varias ocasiones. Gutiérrez nunca militó en ningún partido u organización, pero desde su juventud y hasta su muerte se reconoció como marxista y escribió varias obras desde esta perspectiva, tanto novelas como ensayos. Fue precisamente su debut editorial en este último género, La generación del 50: un mundo dividido, el que lo convirtió en un marginado del medio editorial peruano, por su vindicación de Abimael Guzmán en el momento en que la escalada de violencia de Sendero Luminoso alcanzaba un punto crítico. Sin embargo, con el tiempo moderó la combatividad incendiaria que caracterizó a sus ensayos de juventud, y en su madurez pasó a darle mayor importancia al elemento hedónico de la experiencia literaria. Así, cuando en 2008 publicó la segunda edición del ensayo no modificó el texto original, pero incluyó un nuevo prólogo en el que explica el contexto en que fue escrito y cómo había cambiado su perspectiva desde entonces. Por otra parte, si bien sus ideas políticas influyeron en algunos de los temas que abordaba, no lo hicieron en su estética, ya que nunca comulgó con el realismo socialista, y se definía como un marxista heterodoxo.
Pese a que sigue siendo un autor más leído por académicos o lectores especializados que por el público general, y prácticamente desconocido fuera del Perú, en los últimos años su obra comenzó a ser cada vez más difundida, gracias a las reediciones y una profusión de homenajes y trabajos críticos. Entre ellos podemos mencionar Del viento, el poder y la memoria (2002) de Cecilia Monteagudo y Víctor Vich, editado por la Universidad Católica; Tres veces Miguel Gutiérrez (2017) de Roberto Reyes Tarazona; Miguel Gutiérrez (1940 — 2016). Libro de homenaje (2020) de Aníbal Meza Borja, ambos publicados por la Universidad Ricardo Palma; o el más reciente, Torrentes en pugna: Mario Vargas Llosa y Miguel Gutiérrez (2023), del sociólogo y escritor Abelardo Sánchez León, donde hace un análisis comparativo de los recorridos intelectuales e ideológicos de ambos autores, así como un análisis de temas en común en sus obras narrativas. Asimismo, un mes después de su fallecimiento la Universidad Nacional de Piura inauguró un salón multiusos al que bautizó como “Miguel Gutiérrez Correa”, convirtiéndose en el primer espacio público con el nombre del escritor.

## Obra

### Novelas
- El viejo saurio se retira (1969)
- Hombres de caminos (1988)
- La violencia del tiempo (1991)
- La destrucción del reino (1992)
- Babel, el paraíso (1993)
- Poderes secretos (1995)
- El mundo sin Xóchitl (2001)
- Confesiones de Tamara Fiol (2009)
- Una pasión latina (2011)
- Kymper (2014)

Antologías
- Cinco historias de mujeres y otra sobre Tamara Fiol (2006)
- Las aventuras del señor Bauman de Metz y otras historias (2015)

### Ensayos
- La generación del 50: un mundo dividido (1988)
- Celebración de la novela (1996)
- Borges, novelista virtual (1999)
- Kafka: seres inquietantes (1999)
- Faulkner en la novela latinoamericana (1999)
- Ribeyro en dos ensayos (1999)
- Los Andes en la novela peruana actual (1999)
- La novela en dos textos (2002)
- Vallejo, narrador (2004)
- Estructura e ideología en Todas las sangres (2007)
- El pacto con el Diablo (2007)
- La invención novelesca (2009)
- La cabeza y los pies de la dialéctica (2011)
- La novela y la vida (2014)
- Narrativa peruana del siglo XXI: Hacia una narrativa sin fronteras y otros textos (2014)
- Celebración de la novela 1 (2017)

## Premios y reconocimientos
- Profesor Emérito otorgado por la Universidad San Cristóbal de Huamanga, 1997.
- Reconocimiento "a su valiosa contribución en favor de la cultura, la educación y la identidad nacional", otorgado por el Colegio de Psicólogos del Perú, 1999.
- Reconocimiento "a su  brillante trayectoria cultural y aporte a la literatura Peruana", otorgado por la Universidad Nacional del Santa, 2001.
- "Homenaje a Miguel Gutiérrez, Piura en su obra", realizado por la Municipalidad del distrito de Miraflores-Lima, del 10 al 24 de octubre de 2002.
- Medalla de la Ciudad, otorgado por la Municipalidad Provincial de San Miguel de Piura, 2003.
- Homenaje "En mérito a su trayectoria literaria" realizado por la Cámara Peruana de Libros, 2005.
- Premio La Casona, otorgado por la Universidad Nacional Mayor de San Marcos, 2007.
- Doctor honoris causa de la Universidad Ricardo Palma, 2013.
- Doctor honoris causa de la Universidad Nacional de Piura, 2015.